# Nagykarácsony felső megállóhely
Nagykarácsony felső megállóhely egy Fejér vármegyei vasúti megállóhely Nagykarácsony településen, a MÁV üzemeltetésében.
A település belterületének délkeleti szélén helyezkedik el, a 6211-es út külön szintű vasúti keresztezésének déli oldalán (Nagykarácsony megállóhelyhez képest nagyságrendekkel közelebb a lakott területekhez); közúti megközelítését az előbb említett 6211-es út biztosítja.

## Vasútvonalak
A megállóhelyet az alábbi vasútvonalak érintik:
- Mezőfalva–Rétszilas-vasútvonal

## Kapcsolódó állomások
A megállóhelyhez az alábbi állomások vannak a legközelebb:
- Mezőfalva vasútállomás (Mezőfalva–Rétszilas-vasútvonal)
- Nagykarácsony megállóhely (Mezőfalva–Rétszilas-vasútvonal)

## Forgalom
| Járat | Útvonal | Gyakoriság |
| ----- | --- | ---------- |
| S431  | Dunaújváros – Újvenyim – Mezőfalva – Nagykarácsony felső – Nagykarácsony – Alap – Rétszilas alsó – Rétszilas – Sáregres – Simontornya | Napi 2 pár |
| S432  | Dunaújváros – Újvenyim – Mezőfalva – Nagykarácsony felső – Nagykarácsony – Alap – Rétszilas alsó – Rétszilas – Cece                   | Napi 3 pár |